# دهستان دنباله‌رود شمالی
دهستان دنباله‌رود شمالی، یکی از دهستان‌های بخش مرکزی شهرستان دزپارت در استان خوزستان ایران است. مرکز این دهستان، روستای ده‌کیان است.
نام پیشین این دهستان، دنباله‌رود بوده و سپس به دنباله‌رود شمالی تغییر پیدا کرد.

## جمعیت
بر پایه سرشماری عمومی نفوس و مسکن در سال ۱۳۹۵، جمعیت دهستان دنباله‌رود شمالی برابر با ۳٬۹۷۷ نفر بوده است.